# Биркенбојл
Биркенбојл (њем. Birkenbeul) општина је у њемачкој савезној држави Рајна-Палатинат. Једно је од 119 општинских средишта округа Алтенкирхен (Вестервалд). Према процјени из 2010. у општини је живјело 490 становника. Посједује регионалну шифру (AGS) 7132007.

## Географски и демографски подаци
Биркенбојл се налази у савезној држави Рајна-Палатинат у округу Алтенкирхен (Вестервалд). Општина се налази на надморској висини од 295 метара. Површина општине износи 4,8 km².

## Становништво
У самом мјесту је, према процјени из 2010. године, живјело 490 становника. Просјечна густина становништва износи 103 становника/km².